# ريد فلمنج
ريد فلمنج (بالإنجليزية: Red Fleming) هو مدير فني أمريكي، ولد في 27 أكتوبر 1889 في بيلوود في الولايات المتحدة، وتوفي في 18 ديسمبر 1933 في ألتونا في الولايات المتحدة.